# Marianerand
Marianerand (Anas oustaleti) är en utdöd fågel som förekom på Marianerna. Sista kända individen dog 1981.